# James Brown Sings Christmas Songs
James Brown Sings Christmas Songs é o décimo sétimo álbum de estúdio do músico americano James Brown. O álbum foi lançado em novembro de 1966 pela King Records.

## Faixas
| N.º | Título                                          | Duração |  |
| 1.  | "Let's Make Christmas Mean Something This Year" | 6:30    |  |
| 2.  | "Sweet Little Baby Boy Part 1"                  | 2:40    |  |
| 3.  | "Sweet Little Baby Boy Part 2"                  | 2:35    |  |
| 4.  | "Merry Christmas, I Love You"                   | 2:30    |  |
| 5.  | "Signs of Christmas"                            | 4:38    |  |
| 6.  | "The Christmas Song (Version 2)"                | 2:45    |  |
| 7.  | "Merry Christmas Baby"                          | 3:54    |  |
| 8.  | "The Christmas Song (Version 1)"                | 2:40    |  |
| 9.  | "Please Come Home For Christmas"                | 3:20    |  |
| 10. | "This Is My Lonely Christmas Part 1"            | 3:00    |  |
| 11. | "This Is My Lonely Christmas Part 2"            | 4:45    |  |
| 12. | "Christmas In Heaven"                           | 2:54    |  |